# Endibir
Emdeber (Imdibir, Endibir, Emdibir, 'matka las') – miasto w Etiopii, w regionie Narody, Narodowości i Ludy Południa (Jedebub Byhierocz, Byhiereseboczynna Hyzbocz), w strefie Gurage (ang. Gurage Zone), centrum administracyjne woredy Cheha.
Według administracji strefy Gurage Emdibir jest jednym z 12 miast zelektryfikowanych, jednym z 11 mających dostęp do usług telefonicznych i jednym z dziewięciu mających pocztę. W 1963 r. wybudowano drogę, która w każdych warunkach pogodowych łączy Emdeber z Addis Abebą (przez Welkite (Wolkite)) oraz z Hosaenę.
W mieście znajduje się siedziba eparchii (diecezji) Kościoła katolickiego obrządku etiopskiego.

## Historia
Powstanie i rozwój miasta związane są z działalnością misyjną kapucynów, którzy na początku lat 30. prócz działalności religijnej prowadzili działania na rzecz podniesienia poziomu opieki medycznej i oświaty. W czasie włoskiej okupacji misja została nazwana "Missione della Consolata". Emdibir stał się także lokalnym centrum handlu - co piątek odbywał się tu targ.
W 1984 r. miejscowość została dotknięta klęską głodu mimo pomocy humanitarnej, m.in. ze strony Catholic Relief Service.